# Heiratsschwindlerin mit Liebeskummer
Heiratsschwindlerin mit Liebeskummer ist eine deutsche Filmkomödie von Mark Schlichter aus dem Jahr 2006. Die deutsche Erstausstrahlung erfolgte am 14. März 2006 auf dem Privatsender Sat.1.

## Handlung
Kioskbesitzerin Therese ist allein erziehende Mutter mit großem Herzen. Sie hat zwar nicht viel Geld, aber bisher hat es für sie und ihre 15-jährige Tochter gereicht. Doch plötzlich fordern ihr Vermieter und auch das Finanzamt eine Summe, die Therese beim besten Willen nicht aufbringen kann. In ihrer Not greift sie mit schlechtem Gewissen zu einem illegalen Trick. Unter falschem Namen schaltet sie eine Kontaktanzeige, um fremde Männer kennenzulernen, die mehr Geld haben als sie selbst. Im Gegenzug verspricht sie ihnen ein Rendezvous, zu dem sie dann nie erscheint. Jedoch lässt sich der bayerische Bauer Peter nicht so einfach abschütteln. Am Ende findet sie ihn ihm ihre große Liebe. 

## Hintergrund
Heiratsschwindlerin mit Liebeskummer wurde vom 26. September 2005 bis zum 29. Oktober 2005 in Wuppertal und Umgebung gedreht. Produziert wurde der Film von der U5 Filmproduktion.

## Kritik
Die Kritiker der Fernsehzeitschrift TV Spielfilm fanden, „Die Milieu-Romanze lebt von sprödem Charme und dem Geruch der Straße.“ Sie zeigten mit dem Daumen nach oben. Während sie für Spannung und Erotik je einen von drei möglichen Punkten vergaben, wurde der Humor mit zwei Punkten bewertet. Dazu resümierten sie: „Liebenswertes Underdog-Märchen“.